# The Green Hornet (Fernsehserie)
The Green Hornet ist eine US-amerikanische Krimiserie über den fiktiven Helden Green Hornet von George W. Trendle und Fran Striker, die zwischen 1966 und 1967 produziert wurde und mit der Bruce Lee seine Filmkarriere startete.

## Handlung
Britt Reid führt ein geheimes Doppelleben. In der Öffentlichkeit steht er als weltgewandter Playboy und Zeitungsverleger des The Daily Sentinel, während er in seiner geheimen Identität als Grüne Hornisse, mit einer Maske getarnt und von seinem Chauffeur und Gehilfen Kato unterstützt, das Verbrechen bekämpft. Zu seiner Tarnung gehört auch, dass ihn die Polizei für einen Verbrecher hält; hierdurch fällt es ihm leicht, Verbrecherbanden zu infiltrieren. Nur Kato und der Bezirksstaatsanwalt Scanlon kennen die doppelte Identität Reids. Neben Katos Kampfkunst kann Reid auch auf seinen schwerbewaffneten Wagen Black Beauty zählen.

## Figuren
- Britt Reid: Maskierter Rächer, Playboy und Zeitungsverleger
- Kato: Chauffeur und Gehilfe der Grünen Hornisse, Kampfsportexperte
- Lenore „Casey“ Case: Sekretärin von Britt Reid
- Mike Axford: Polizeireporter des The Daily Sentinel
- Frank P. Scanlon: Bezirksstaatsanwalt, eingeweiht in die geheime Doppelidentität Reids

## Hintergrund
Bruce Lee zog für die Produktion der Serie nach Los Angeles und besuchte im Vorfeld Schauspielunterricht. Die Serie erzielte trotz Handlungsüberschneidungen mit der erfolgreichen Serie Batman und bekannten Gaststars wie Jeffrey Hunter, Harold Gould und John Carradine nur geringe Einschaltquoten und wurde nach 26 ausgestrahlten Episoden eingestellt. Trotzdem bedeutete die Rolle des „Kato“ den Beginn seiner Filmkarriere.

## Crossover mitBatman
In der zweiten Staffel der Fernsehserie Batman gab es mit dem Zweiteiler Die grüne Hornisse (A Piece Of The Action / Batman’s Satisfaction) ein Crossover mit The Green Hornet. Darin müssen die beiden Verbrecherjäger-Duos zusammenarbeiten, um den von Roger C. Carmel gespielten Colonel Gumm zu fassen. Zuvor hatten Van Williams und Bruce Lee bereits einen Cameoauftritt als Green Hornet und Kato in der Batman-Episode Tut ruft – Batman rennt, Teil 1.
2014 erschien die erste Ausgabe der Comic-Miniserie Batman '66 Meets The Green Hornet, in der Batman und Robin erneut auf Green Hornet und Kato treffen. Der Gegenspieler war ebenfalls wieder Colonel Gumm, der diesmal allerdings Unterstützung vom Joker erhielt. Bis 2015 erschienen insgesamt sechs Ausgaben der Comicreihe, welche von Kevin Smith und Ralph Garman geschrieben, sowie von Ty Templeton gezeichnet wurde.

## Film
2009 übernahm Michel Gondry die Regie einer neuen Verfilmung. Der Film, in dem unter anderem Seth Rogen und Christoph Waltz mitspielen, wurde großteils 2009 abgedreht und ist in Deutschland am 13. Januar 2011 sowohl in 2D als auch in einer 3D-Fassung erschienen.